# Société Le Nickel
La Société Le Nickel (ou SLN) est une entreprise minière et métallurgique néo-calédonienne, détenue par la multinationale minière française Eramet et les provinces de la Nouvelle-Calédonie à travers la Société territoriale calédonienne de participation industrielle (STCPI).

## Historique

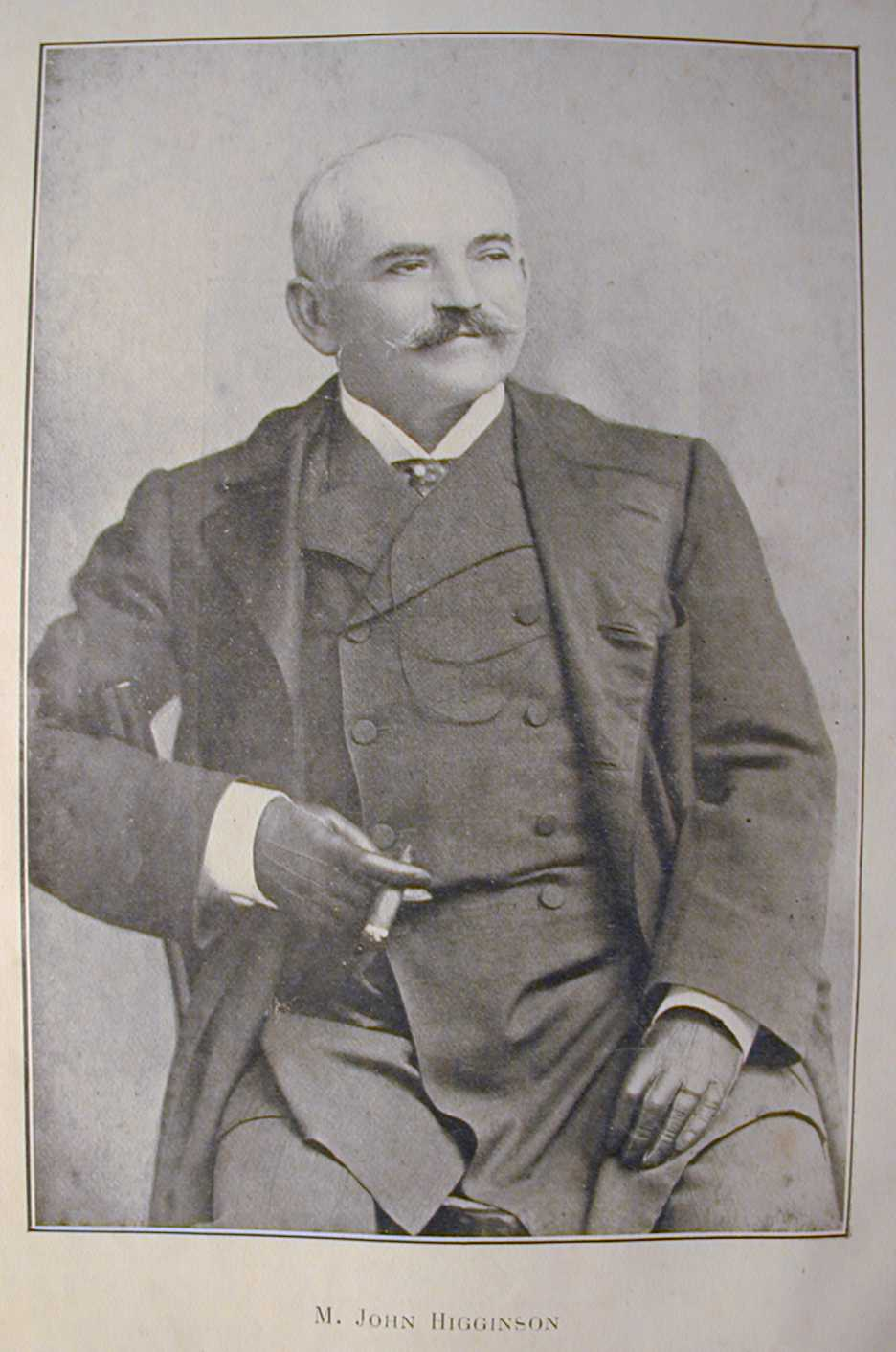
Le cofondateur de la SLN, John Higginson.

La société Le Nickel (SLN) est fondée le 18 mai 1880 pour l’exploitation de mines de nickel en Nouvelle-Calédonie. Elle naît par le regroupement de deux sociétés d'exploitation et de transformation du nickel nées en 1877 : celle de l'aventurier et industriel d'origine britannique John Higginson, détenant une usine à la pointe Chaleix à Nouméa, et celle de Henry Marbeau et de Jules Garnier (ingénieur des mines qui a découvert le minerai de nickel néo-calédonien en 1864), qui ont pour leur part installé une fonderie à Septèmes dans les Bouches-du-Rhône.

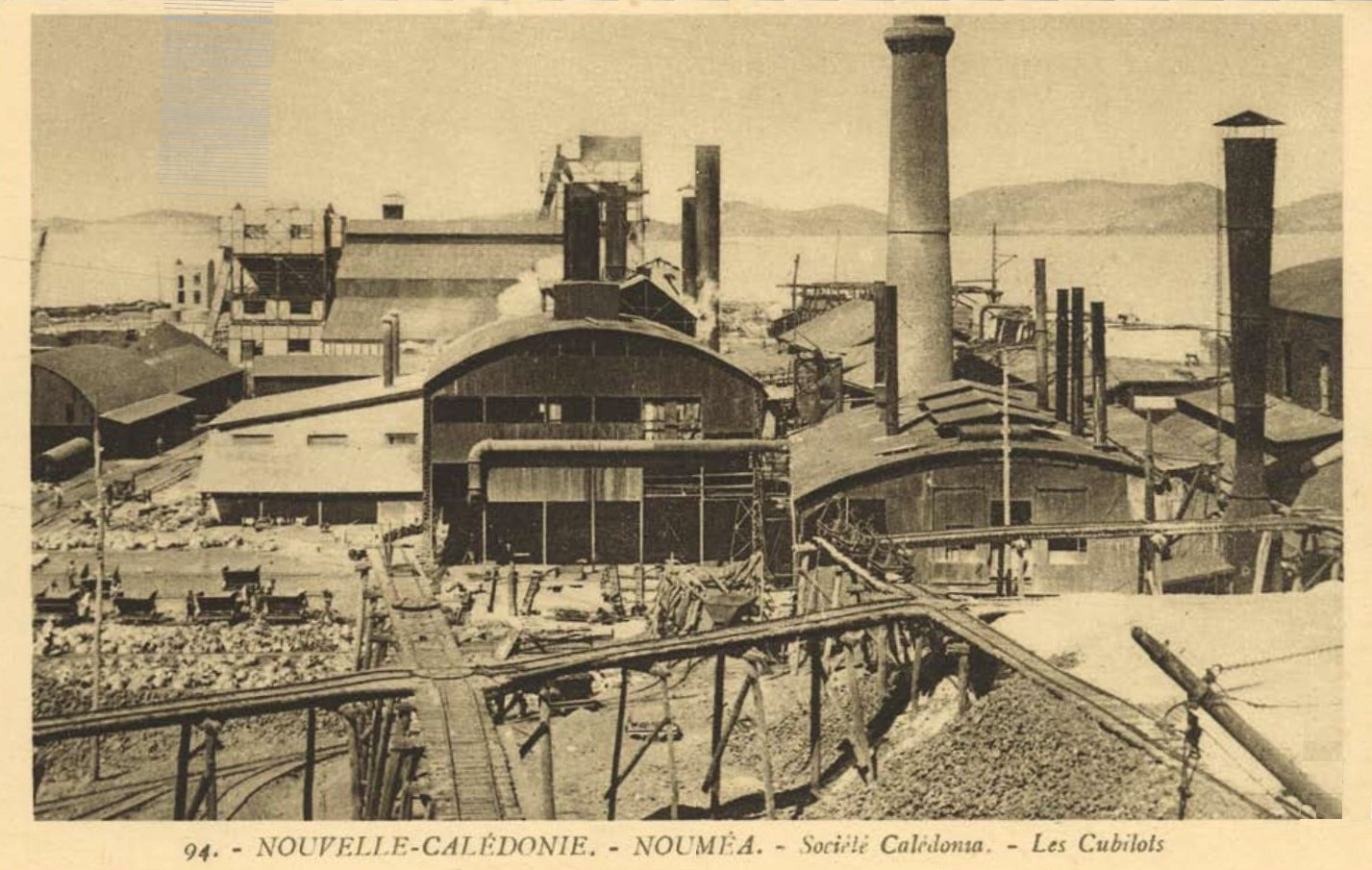
Carte postale montrant les cubilots de l'usine de la société Caledonia à Nouméa à la fin des années 1920.

En 1883, la famille Rothschild rachète la société. Jusque dans les années 1930, le cœur des activités de l'entreprise est basé à Thio, sur la côte Est de la Grande Terre, village minier dont le développement est si étroitement lié à la société que le journal La France australe la surnomme « Nickeltown », et le Bulletin de Commerce pour sa part l'appelle « Thio-lès-Rothschild ». Le Nickel y exploite successivement deux fonderies produisant des mattes : une première à Ouroué de 1889 à 1891 puis celle de Thio-Mission de 1912 à 1930. Le siège social est même implanté à Thio-Village de 1921 à 1923. La crise des années 1930 touche fortement le secteur et pousse la société Le Nickel à fusionner avec son principal concurrent en 1931, la société Caledonia (ancienne société des Hauts Fourneaux de Nouméa qui avait été créée en 1909 par l'homme d'affaires bordelais André Ballande) : la fusion garde le nom de société Le Nickel, mais le principal centre de transformation est à partir de cette date l'usine fondée par Ballande en 1912 à Doniambo, à Nouméa, toujours en activité de nos jours,.
Le Nickel devient dans les années soixante, société-mère de l’ensemble de ses filiales minières dans les années 1960, pendant les années dites du « boom du Nickel ». En 1970, elle s'est associée au CNEXO pour l'exploration des nodules polymétalliques dans le Pacifique Sud. L’activité Nickel est filialisée en 1974 ; sous le nom de Société Métallurgique Le Nickel-SLN : Elf Aquitaine prend une participation de 50 % dans cette nouvelle société, qui est réunie avec Peñarroya et Mokta au sein de la holding Imétal qui détient les 50 % restants de la Société Métallurgique Le Nickel-SLN.
Toujours en 1974, elle se joint au CEA, aux Chantiers France Dunkerque, pour former l'Association Française d'Étude et de Recherche des NODules océaniques (AFERNOD).
Les actifs localisés en Nouvelle-Calédonie sont regroupés, en 1985, dans la Société Métallurgique Le Nickel-SLN, filiale à 100 % d’une nouvelle société mère, dénommée Eramet-SLN, dont l'actionnariat demeure à 70 % ERAP, 15 % Imétal, 15 % Elf Aquitaine.
En 1991, un partenariat est signé entre Eramet-SLN et le sidérurgiste japonais Nisshin Steel, qui prend une participation de 10 % dans la Société Métallurgique Le Nickel-SLN. En 1992, la Société Métallurgique Le Nickel-SLN devient la Société Le Nickel-SLN et Eramet-SLN devient en 1994 Eramet. En 2000, à la suite de négociations tant politiques que financières et industrielles, 30 % du capital de la SLN est cédé à la nouvelle Société territoriale calédonienne de participation industrielle (STCPI), une structure publique réunissant les provinces néo-calédoniennes. En 2007, les parts de cette STCPI dans la SLN montent à 34 %. À partir du 1er janvier 2013, la gouvernance de la SLN est transformée à la suite d'une réforme engagée par la direction du groupe Eramet à partir de 2007 et entérinée par le conseil d'administration de la société en décembre 2012 : si jusqu'alors le président-directeur général (P-DG) de la SLN était celui du groupe Eramet (Patrick Buffet depuis 2007), l'entreprise dispose désormais à sa tête d'un président du conseil d'administration non exécutif (Pierre Alla, jusque-là directeur général délégué de la SLN depuis 2006 ce qui en faisait déjà l'exécutif effectif depuis Nouméa) et d'un directeur général (DG, Pierre Gugliermina, qui était auparavant le directeur général adjoint de la société Le Nickel depuis 2010). La SLN en 2013 représente 2 200 emplois directs et plus de 8 000 emplois indirects et induits sur l'ensemble du Pays, contribuant ainsi à un rééquilibrage Nord/Sud et Est/Ouest sur l'île principale de la Nouvelle-Calédonie, du fait de l'éclatement des activités minières et métallurgiques de la SLN.
Au début du XXIe siècle, avec l’appauvrissement des gisements, l'enrichissement des minerais latéritiques devient essentiel à la rentabilité de la société. Mais « tous les gisements latéritiques sont différents. Pour cette raison, tous les minerais doivent être minutieusement testés pour déterminer jusqu'où ils peuvent être enrichis. Le plus énergique avocat de l'enrichissement est la société calédonienne Le Nickel - et ils sont assez secrets sur leur procédés d'enrichissement ».
La situation de l'usine en 2024 se détériore face aux mauvais rendements, à une énergie coûteuse et à une forte concurrence étrangère qui ont fait plonger dans le rouge les trois usines de raffinage de l’archipel dont SLN (son endettement atteint 493 millions d’euros, et son actionnaire majoritaire, Eramet, a confirmé qu’il n’injecterait pas plus d’argent dans sa filiale), où près de 25 % des emplois dépendent de la mine et de la métallurgie.

## Installations
| \| Thio Népoui Kouaoua Tiébaghi Poum Doniambo \| Installations de SLN. |
| Thio Népoui Kouaoua Tiébaghi Poum Doniambo                             |

### Sites miniers
Le minerai extrait par la SLN se fait dans des mines à ciel ouvert, peut parfois subir certaines premières transformations simples sur site (notamment le tri mécanique et granulométrique qui permet d'augmenter la teneur en nickel) en éliminant les grains stériles et est essentiellement destiné à l'usine métallurgique de Doniambo (production de mattes et de ferronickel). Seuls des minerais non valorisables à Doniambo, d'une teneur inférieure à 1,6 % sont exportés, essentiellement vers le Japon (Nippon Steel, où se trouvent les partenaires traditionnels de la SLN. Sur ses 2 200 salariés estimés en 2013 par la SLN, 1 000 (45,45 %) travaillaient sur mine, 97 % sont Calédoniens.
La SLN exploite directement en 2013 cinq sites miniers, plus ou moins anciens :

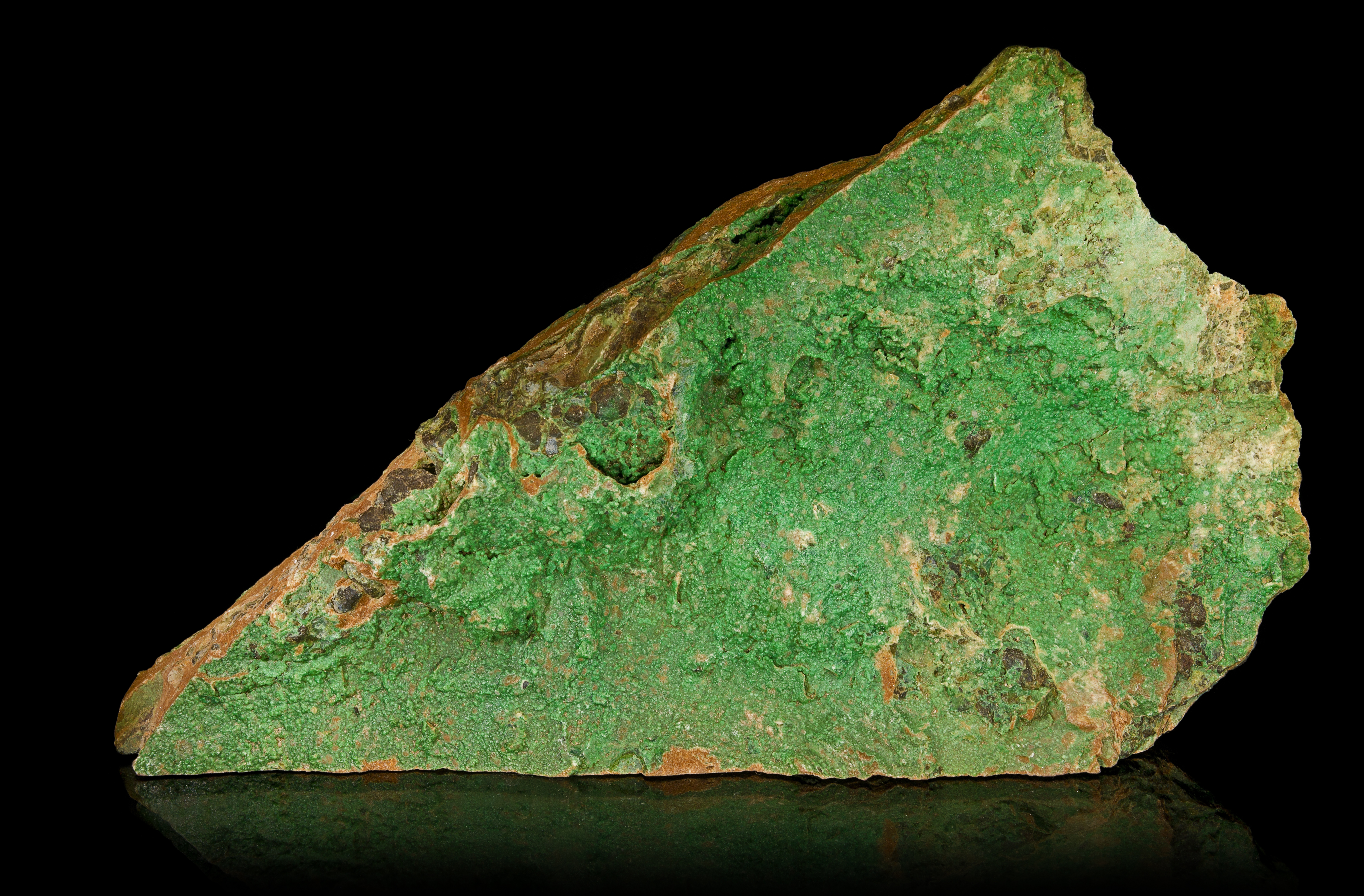
Minerai de garniérite extrait au Camp des sapins à Thio

- Thio (côte Est, Province Sud) : le centre historique des activités de la SLN, où elle fut fondée en 1880. Si cette commune n'est plus le pôle de la société depuis les années 1930 et a connu un profond ralentissement des activités minières dans les années 1970 et 1980, elle reste fortement liée à l'entreprise. Cette dernière emploie dans la commune quelque 180 salariés (7,5 % des effectifs totaux de la société et environ 15 % de la population active de Thio), à quoi s'ajoutent les 75 personnes recrutés par trois sous-traitants (la Somikat pour l'exploitation minière de Dothio, l'APST pour le gardiennage des sites et la Sudnordmines pour les travaux et l'environnement, c'est ainsi pratiquement un quart des actifs de la localité qui travaillent dans ce secteur). Deux gisements à ciel ouvert sont aujourd'hui exploités. Tout d'abord, la mine du Plateau, proche de la mer et du village, est le berceau de la SLN, sur la rive gauche de la Thio à environ 600 m d’altitude. Elle produit encore grâce à des innovations techniques permettant de valoriser des gisements de plus en plus difficiles (le transport se fait jusqu'au port par roulage sur une route de 13 km). Ensuite, la mine du Camp des sapins, ouverte en 1972, se trouve à 800 m d’altitude, sur la rive droite de la Thio, à près de 40 km de la mer et du village (le transport se fait jusqu'au port de Thio-Mission par un téléphérique long de 7,5 km, le Tamon, puis par roulage sur 20 km jusqu'à la mer). La SLN estime en 2010 que 40 millions de tonnes de minerais ont été extraites des mines de Thio depuis le début de leurs exploitations, soit environ 900 000 tonnes de nickel. La production annuelle est d’environ 600 000 tonnes de minerais brut (environ 10 % du total extrait en Nouvelle-Calédonie). L'importance de la SLN se retrouve dans l'aménagement de la commune, une grande partie des infrastructures ayant été financées par la compagnie. Par exemple, en 2007, elle a cédé à la municipalité les réseaux de voirie et d'alimentation en eau potable (AEP) du lotissement des Pétroglyphes (à environ 4 km au sud-ouest de Thio-Mission et 3 km au sud de Thio-Village, sur la rive droite de la Thio) en incluant une compensation financière de 100 millions de Francs CFP destinée à leur remise en état[11]. De plus, la commune a profité de cette histoire pour développer des activités culturelles et touristiques autour de la thématique minière et des infrastructures de la SLN. Le musée de la mine a été installé à Thio-Village dans les locaux de l'ancienne direction du centre minier dans les années 1890, repérable par la petite locomotive à vapeur qui se trouve à l’entrée et les pylônes de l’ancien téléphérique qui, de 1951 à 1974, transportait le minerai sur près de 4 km, de la mine du Plateau au port minéralier. Il bénéficie d'importantes collections, notamment photographiques et de minéraux mais également d'outils plus ou moins anciens et de la vaisselle de l'ancienne marine de la SLN[12]. De plus, l'office de tourisme organise chaque mois, ainsi que lors de la foire municipale tenue annuellement en juillet depuis le début des années 1990, des visites de la mine du Plateau, commentées par un historien local, suivies d'un repas traditionnel en tribu[13].

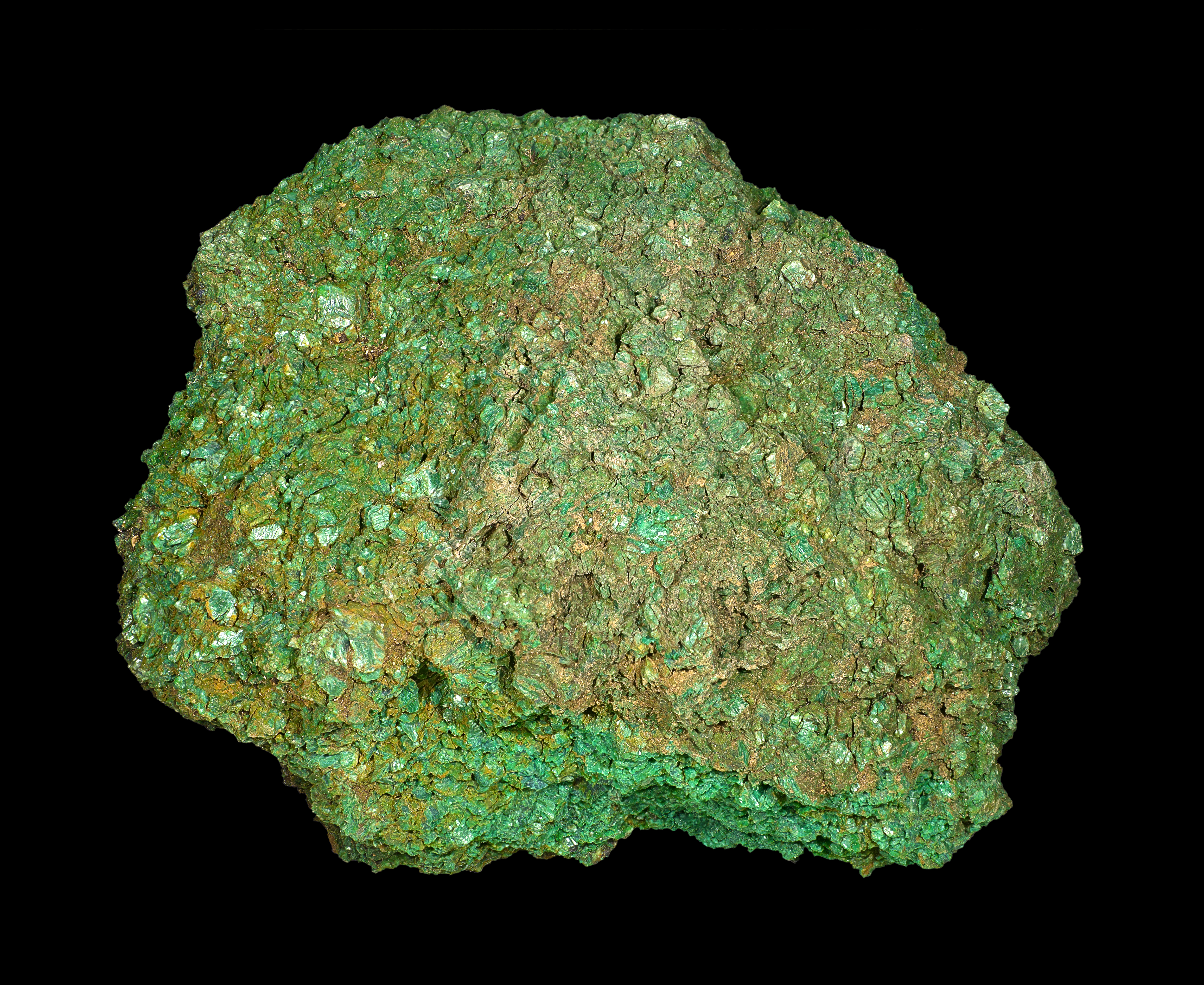
Minerai de népouite, muséum de Toulouse

- Népoui-Kopéto (communes de Poya et Pouembout, côte Ouest, Province Nord) : l'exploitation dans le massif du Kopéto est aussi ancienne mais plus irrégulière qu'à Thio, puisqu'elle remonte également aux années 1880, avec, jusque dans les années 1920, des petites concessions individuelles et souvent travaillées à la main (dont surtout celle de Lucien Bernheim). La SLN s'installe une première fois à Népoui en 1968, avec des moyens techniques importants : des pelles à câbles puis hydrauliques, le criblage par « tritout » (technique de tri du minerai pour en éliminer les stériles) sur les domaines de Surprise, du Kopéto et Si Reis. Les minerais extraits de Surprise et Si Reis étaient descendus jusqu'à la mine Bernheim (qui se trouve sur le territoire de la commune de Pouembout) par téléphérique et celui du Kopéto par roulage. Le transport final jusqu’au bord de la mer était réalisé au moyen d’un convoyeur rectiligne long de 11 km, le « stéréoduc ». Devenu trop peu rentable, le centre voit son activité minière s'arrêter en 1983, avant d'être relancé en 1994 grâce à un nouveau procédé : le « lavage », qui permet d'enrichir le minerai par des tris mécaniques entre grains riches et grains stériles. La mine Kopéto B2 (à Pouembout) est ainsi ouverte à nouveau, la laverie installée sur le site Bernheim au pied du massif du Kopéto (également à Pouembout, le minerai y est transporté depuis la mine par un transport hydraulique dans une conduite de sept kilomètres de long et de 900 mètres de dénivelé) tandis que les installations portuaires et le village minier de Népoui, sur le territoire de la commune de Poya, sont relancés. D'après la SLN en 2013, le centre de Népoui-Kopéto emploierait 235 salariés, à quoi s'ajoutent les 200 emplois de sous-traitants (roulage, arrosage des pistes, transport de personnel, lamanage, entretien mécanique, gardiennage, protection de l’environnement et revégétalisation). Il s'agit ainsi depuis les années 1990 de l'un des plus gros sites d'exploitation minière de la SLN, avec une production (à faible teneur en nickel sur mine, à 1,6 % seulement, augmenté grâce au tri mécanique et granulométrique à 2,5 %, brevet Eramet/SLN) estimée à 7 millions de tonnes extraites par an, la laverie permettant pour sa part de produire 830 000 tonnes de concentré par an[14].

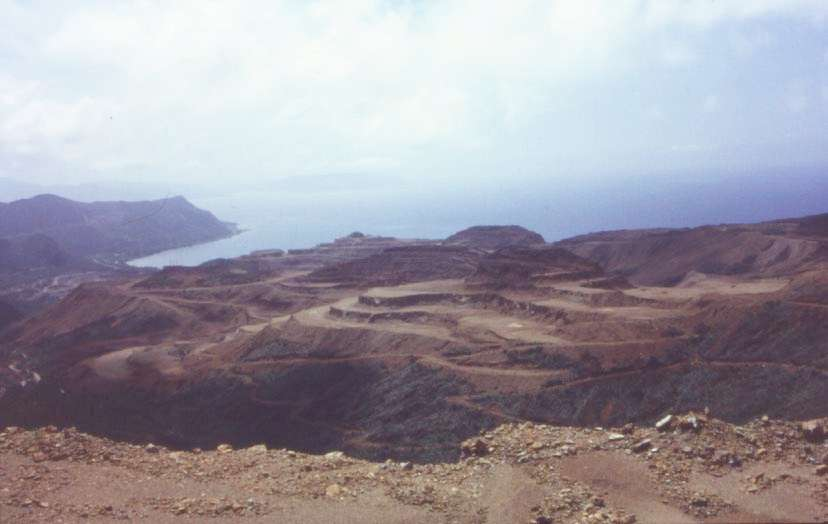
Mines à ciel ouvert à Kouaoua

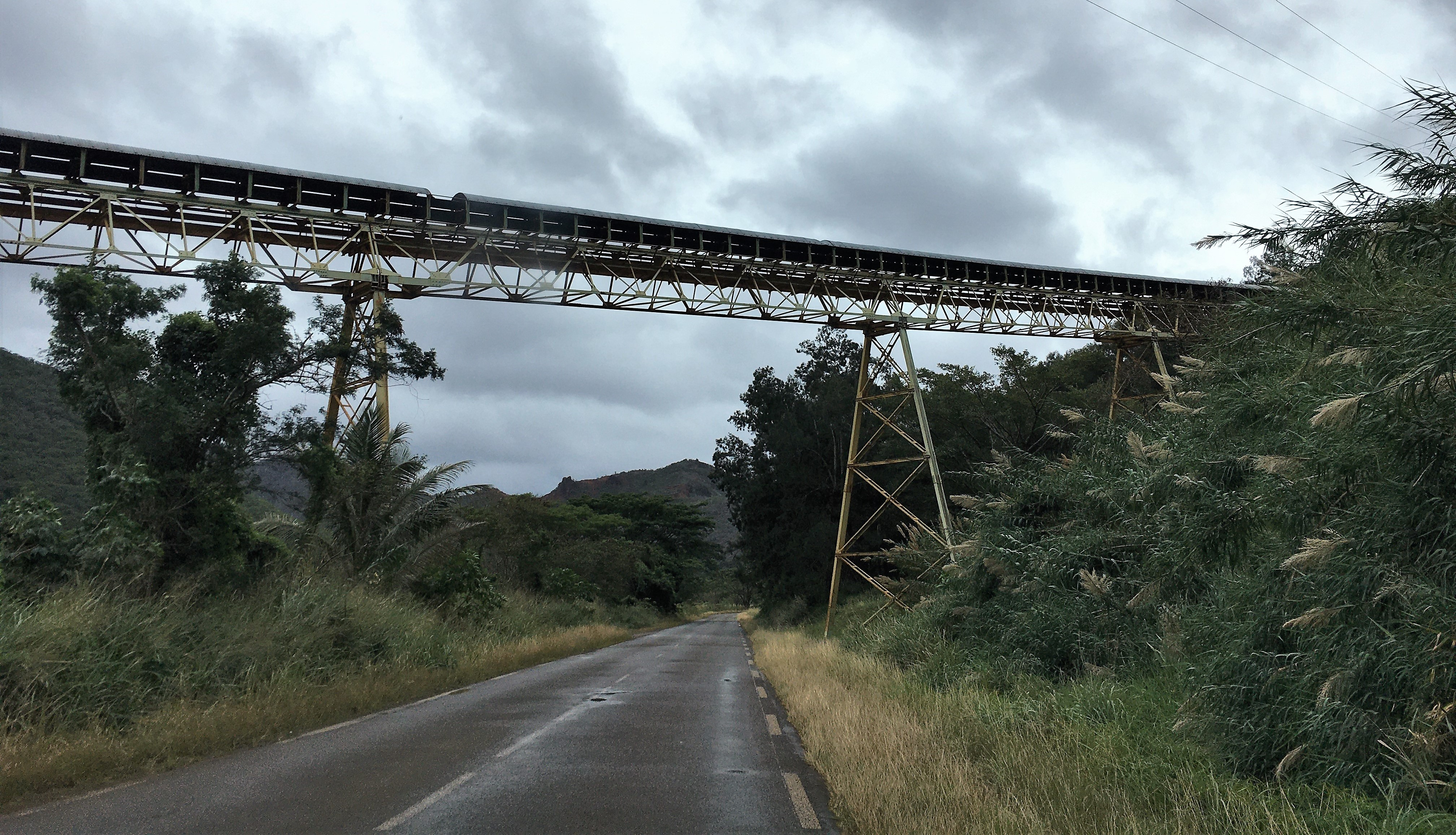
Convoyeur à Kouaoua

- Convoyeur à KouaouaKouaoua (côte Est, Province Nord) : également exploité par de petits concessionnaires et de manière sporadique à partir de la fin du XIXe siècle, le site de Kouaoua voit s'implanter la SLN en 1977, autour essentiellement du gisement de Méa, présenté par l'entreprise comme le plus grand gisement de nickel oxydé d’un seul tenant du monde (23 millions de tonnes). Pour le transport, un convoyeur curviligne de minerai avec tapis roulant (le seul de ce type au monde) de plus de 11 km (le plus grand tapis roulant minier jamais construit jusque dans les années 1990), la « Serpentine », est construit en 1979 jusqu'au village situé en bord de mer. Au bout de 30 ans, le fond de la carrière principale de Méa est atteint, mais les exploitations perdurent dans les gisements périphériques et celui de Kiel, ainsi que grâce aux minerais de teneurs basse toujours présents dans la carrière de Méa. La SLN estime en 2013 que 27 millions de tonnes de minerais ont été extraites des mines de Kouaoua depuis le début de leurs exploitations en 1977. La production annuelle oscille entre 600 000 et 800 000 tonnes de minerais brut (environ 10 % du total extrait en Nouvelle-Calédonie). L'entreprise revendique sur le centre 200 emplois directs et indirects et 120 emplois de sous-traitants[15].
- Tiébaghi (commune de Koumac, côte Ouest, Province Nord) : l'exploitation minière a commencé en 1875 dans le massif de Tiébaghi, mais il ne s'agissait pas de nickel dans un premier temps mais de cobalt et, surtout, le chrome (premier acte de concession en 1877 mais l'exploitation réelle ne commence pas avant 1901) avec la Société Le Chrome (SLC) fondée en 1902 par Lucien Bernheim et rachetée à sa mort en 1919 par la SLN. Cette activité devient de moins en moins rentable après la Seconde Guerre mondiale et le centre est fermé en 1964. L'année suivante, des gisements de nickel sont découverts dans le massif, mais la SLN attend 1997 pour y ouvrir un petit centre d'une trentaine de salariés. C'est finalement le projet d'augmentation de 25 % de la production annuelle de la SLN lancé par le groupe Eramet à partir de 2001 qui relance une activité minière d'importance à Tiébaghi, puisque le centre est développé selon les conceps du développement durable et des bonnes pratiques en matière minière. Est ainsi aménagée une laverie inspirée de celle de Népoui-Kopéto (tout en consommant moins d’énergie et en permettant de traiter et d'enrichir un minerai d’une teneur en nickel très basse, avec des grains plus fins qu'à Kopéto), baptisée Unité de traitement du minerai (UTM), progressivement mise en service à partir de 2006 ; un bord de mer mécanisé (livré à la mi-2005) et un convoyeur de 1,8 km (dont les 2/3 sur mer) sont construits ; la capacité de la mine est augmentée à l'aide d'ateliers et d'engins mobiles. Tiébaghi est ainsi depuis 2006 le principal site de production minière de la SLN, entièrement destinée à Doniambo : elle est ainsi passée de 200 000 tonnes en 2003 à 800 000 tonnes depuis 2006. Le centre emploie selon la SLN en 2013 260 salariés, associés aux 300 employés de sous-traitants environ[16].
- Poum (côte Ouest, Province Nord) : la mine de Poum était jusqu'en 2007 la propriété de la Société minière du Sud Pacifique (SMSP), fondée en 1969 par la famille Lafleur et vendue en 1990 par le député Jacques Lafleur à la Société financière et de développement de la Province Nord, dans le cadre du rééquilibrage économique et industriel prévu en faveur des Kanak par les accords de Matignon en 1988. Par la suite, souhaitant construire une usine dans le Nord afin de renforcer ce rééquilibrage, la SMSP a rapidement revendiqué dans les années 1990 l'obtention d'un massif capable de l'alimenter, celui du Koniambo, alors propriété de la SLN. D'importants mouvements sociaux et politiques ont alors eu lieu contre la SLN entre 1996 et 1998, la SMSP étant soutenue dans sa requête par les principaux syndicats ainsi que par les partis indépendantistes du FLNKS. Cela aboutit à une médiation de l'État, par ailleurs actionnaire d'Eramet, et à la signature en février 1998 des accords de Bercy qui prévoient l'échange du Koniambo contre la mine de Poum entre la SLN et la SMSP. Cet échange est finalement opéré en 2007. La SLN lance alors une étude d'impact et de transformation du site, la remise en état des désordres environnementaux laissés est lancée à Poum ainsi que des études complètes (faune, flore, sociétales etc) par la SLN avant que l'exploitation puisse commencer 2008, avec une montée en production progressive entre 2014 et 2020[17].

Par ailleurs, la SLN sous-traite également plusieurs petits gisements épars comme les mines d'Opoué à La Tontouta (commune de Païta, côte Ouest, Province Sud) et de l'Étoile du Nord à Kaala-Gomen (côte Ouest, Province Nord) à la Société minière Georges Montagnat.

### L'usine de Doniambo

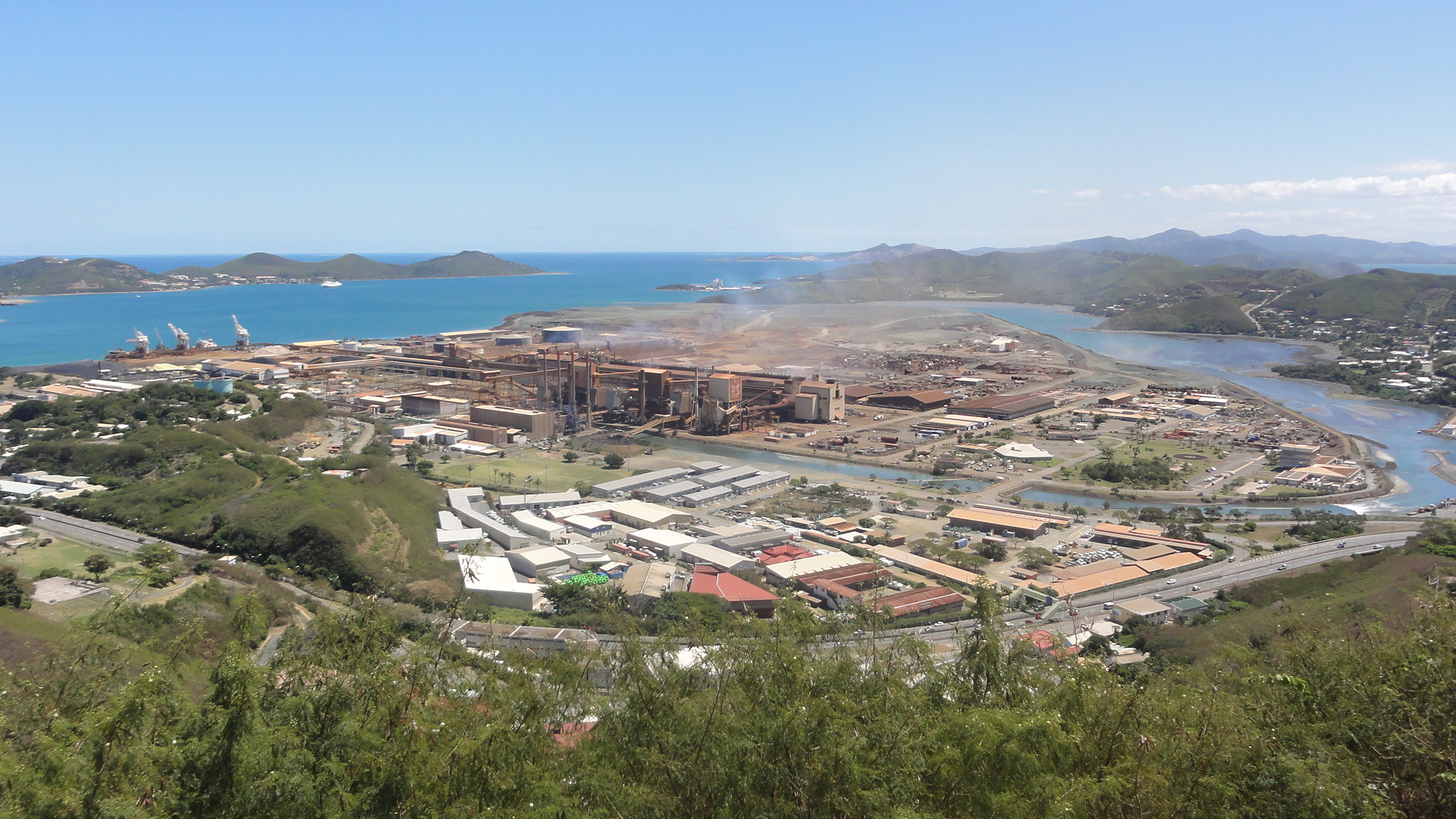
L'usine de Doniambo à Nouméa

L'usine de Doniambo a été fondée en 1912 par la Société des hauts fourneaux de Nouméa, qui a fusionné avec la SLN en 1931. Il s'agissait, jusqu'en 2009 et la mise en service de l'usine du Sud puis en 2013 de celle du Nord, de la seule unité de production métallurgique en Nouvelle-Calédonie. D'après la SLN en 2013, elle employait 900 des 2 200 salariés de l'entreprise (soit 40,91 % des effectifs). Implantée sur des remblais au fond de la grande rade de Nouméa, elle marque l'entrée de la principale zone industrielle de Nouvelle-Calédonie, celle de Ducos, qui s'est essentiellement développée durant le « Boom du Nickel » des années 1960 et 1970 puis celui des années 2000. Le siège social de la SLN est également implanté sur le site de Doniambo. Elle a produit 57 400 tonnes de minerai transformé (ferronickel et mattes) en 2013 et fait l'objet depuis 2003 d'une politique de modernisation de son équipement et de recherche de compétitivité afin de faire face à la concurrence émergentes, notamment des producteurs de fonte brute de nickel (fonte à faible teneur en nickel et à bas prix). Elle a connu un pic à 62 383 t en 2006. 
Depuis les années 2000, la SLN est engagé dans un vaste plan d'amélioration et de modernisation de ses installations (deux de ses fours de fusion sont les plus puissants du monde) et de limitation de ses impacts environnementaux. La pression des associations et des institutions ainsi que la réglementation en matière de rejets atmosphériques vont dans ce sens.
En 2012, les actionnaires de la SLN ont lancé le plus ambitieux programme d'investissement d'un seul tenant de son histoire : celui du remplacement de sa centrale thermique afin d'accompagner les 40 prochaines années du site industriel de Doniambo. Le choix du combustible, le charbon, a fait l'objet de vifs débats, clos en septembre 2013 lorsqu'une mission d'experts indépendants, nommés par trois ministères sur le plan national, à la demande des députés calédoniens, ont conclu que le choix de l'industriel était le plus adapté et le moins impactant sur le plan environnemental. La technologie choisie, celle du charbon pulvérisé, devrait permettre, précise la SLN, de valoriser les cendres produites en coproduits (matériaux de construction). Le projet est suspendu fin 2015.
Le site industriel de Doniambo se visite chaque dernier jeudi du mois.
Fin 2015,, à cause de la crise du nickel, il apparaît que les liens entre Eramet et la SLN vont s'affaiblir, et les  mattes de nickel cesser d'approvisionner l'usine de Le Havre-Sandouville "au plus tard en 2017".